# Isabelle Brabant
Isabelle Brabant, née le 26 avril 1950, est une sage-femme pionnière du Québec. 
Elle a commencé à faire de l’assistance aux accouchements en 1979. Elle est l'auteure du livre Une naissance heureuse: bien vivre sa grossesse et son accouchement. Elle a écrit l'article phare de la naissance naturelle au Québec : « Ne touchez pas à ma douleur », paru à l'hiver 1987 dans le magazine L'une à l'autre, publié par le Regroupement Naissance-Renaissance. Elle présente également l’atelier de Shawn Walker sur les accouchements de bébés en siège complexe, pour les sages-femmes québécoises.

## Biographie
Devenue sage-femme de manière autodidacte avant la légalisation de la profession en 1999 au Québec, Isabelle Brabant pratique son métier de manière autonome. Aujourd'hui à la retraite, elle a travaillé dès son ouverture en 1994 à la Maison de naissance de Côte-des-Neiges. De plus, elle fut sage-femme pour La Maison Bleue de Côte-des-Neiges, organisme de périnatalité sociale situé à Montréal. Elle a également exercé son métier à Puvirnituq, au Nunavik.
Elle est mère de deux enfants, Zoé et Gaspar, qu'elle a élevés seule. Elle est également la fille ainée du pianiste québécois Pierre Brabant.

## Une naissance heureuse
Une naissance heureuse fut publié pour la première fois aux Éditions St-Martin, aujourd'hui les Éditions Fides, en 1991. La deuxième édition est parue en 2001, tandis que la troisième parait en 2013, dans une version cartonnée et totalement réécrite. L'écriture de la première version a duré 9 ans. Le livre s'est vendu à plus de 40 000 exemplaires à travers le monde francophone. Isabelle Brabant dit avoir écrit le livre en pensant aux québécoises.